# La Seine au Pecq
La Seine au Pecq est un tableau réalisé par le peintre français André Derain en 1904. Cette huile sur toile est un paysage fauve représentant un chemin le long de la Seine au Pecq, aujourd'hui dans les Yvelines. Elle est conservée au musée national d'Art moderne, à Paris.
Le Cincinnati Art Museum, aux États-Unis, compte au sein de ses collections un autre tableau de l'artiste représentant la même localité, Le Pont du Pecq, de 1904-1905.

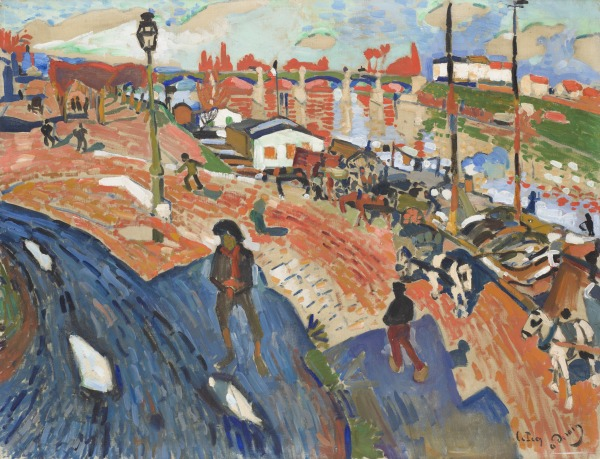
Le Pont du Pecq, 1904-1905 – Cincinnati Art Museum, Cincinnati.